# Понорницька сотня
Понорницька (Пониренська) сотня (1654-1782 pp.) - військово-адміністративна і територіальна одиниця Чернігівського полку Гетьманщини.

## Історія
Сотенний центр: містечко Понорниця (Понирне, Понурниця), сьогодні - селище Понорниця Коропського району Чернігівської області.
Першу письмову згадку про Понирненську сотню маємо у присяжних списках Ніжинського полку 1654 року, коли козаки Війська Запорізького присягнули царевичу Олексію Михайловичу. Імовірно сотня була створена ще наприкінці 1651 року, внаслідок Білоцерківського мирного договору. У 1663 році в Ніжині  відбулася «Чорна рада». Гетьманом Лівобережної України став  І.Брюховецький. Прийшовши до влади, він  стратив своїх політичних опонентів – насамперед ніжинського полковника Василя Золотаренка. Внаслідок чого Ніжинський  полк був радикально  реформований. Понирненська сотня була приєднана до Чернігівського  полку, у якому і перебувала незмінно аж до 1782 р. Козаки сотні на чолі з сотником Зіньком брали участь у Північній війні 1700-1721 р.  За указом Катерини ІІ від 16 (27) вересня 1781 р. Чернігівський полк і його сотні ліквідували.  Населені пункти скасованої сотні увійшли до Чернігівського намісництва.

## Сотники
Сотники:
- Коваленко Данило Степанович (1654)
- Ходко Матвій (1657)
- Ковтуненко Федір (1669-1672)
- Свириденко Василь (1674-1677)
- Ковтуненко Федір (1678)
- Костомаха Андрій (1685)
- Шабалтасенко (Савицький) Никифор Савич (1693-1723)
- Савченко Тихон Никифорович (1723-1726)
- Савченко Федір Никифорович (1723, н.)
- Максимович Василь (1730)
- Брежинський Олександр (1736-1761)
- Брежинський Богдан Олександрович (1761-1772)
- Брежинський Петро Олександрович (1772-1782)

## Населені пункти
За присяжними списками 1654 р. до Понирненської сотні входили містечко Понирне та села Вербіж, Мезин, Овдіївка, Покошичі, Псарівка, Радичів, Хлопеники.